# WKHZ
Koordinaten: 38° 46′ 13″ N, 76° 4′ 55″ W
WKHZ (Branding: „Music of Your Life“) ist ein US-amerikanischer privater Hörfunksender, der vorwiegend ältere Titel des Middle-of-the-road-Formats (MOR) spielt. Sein Sitz liegt in Easton, Maryland. WKHZ sendet auf der Mittelwellen-Frequenz 1460 kHz. Eigentümer und Betreiber ist die Radio Broadcast Communications, Inc.